# عبد الله بن بكر السهمي
أبو وهب عبد الله بن بكر بن حبيب السهمي الباهلي البصري نزيل بغداد، أحد رواة الحديث النبوي.

## سيرته
كان مولده في خلافة هشام بن عبد الملك. وثقه أحمد بن حنبل وجماعة الحديث، وكان أحد الفقهاء وأصحاب الحديث. سمع الحديث من أباه بكر بن حبيب شيخ العربية، وحميد الطويل، وابن عون، وسعيد بن أبي عروبة، وهشام بن حسان، وحاتم بن أبي صغيرة، وشعبة بن الحجاج ومن في طبقته. حدث عنه: علي بن المديني، وأحمد بن حنبل، وأبو بكر بن أبي شيبة، وإسحاق الكوسج، ومحمود بن غيلان، وعبد الله بن منير، وعبد بن حميد، وعباس الدوري، ومحمد بن أحمد بن أبي العوام، ومحمد بن الفرج الأزرق، والحارث بن أبي أسامة، وعلي بن الحسن بن عبدويه.

## وفاته
قيل أنه توفي في شهر المحرم سنة 208 هـ وقد قارب التسعين.